# 骨牌

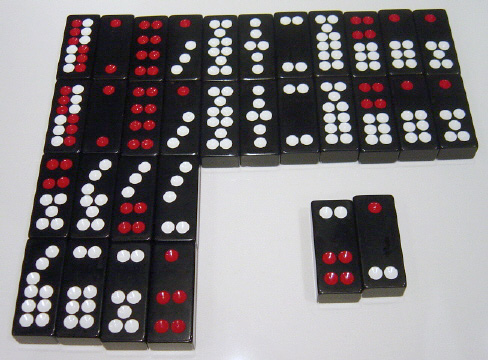
32隻骨牌，上兩排是文牌，左下二排是武牌，右下兩張是至尊宝組合

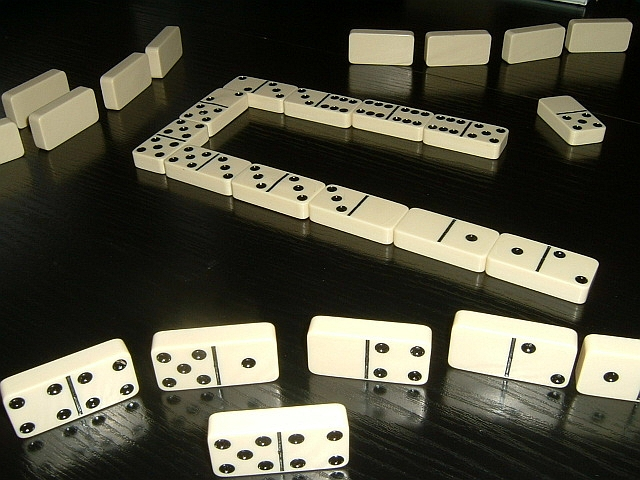
西洋骨牌

骨牌，是牌上有兩個骰子點數的牌具，由骰子演变而来的，中國傳統的骨牌又稱為天九牌。
得名是来自于它的制作材料，由于骨牌大多是用牛骨制成的故称骨牌，也有用象牙制成的，故亦称牙牌，傳說最早产生的时间大约在中国北宋宣和年间，因此也被称作“宣和牌”。
骨牌的构成远较骰子复杂，例如两个“六点”拼成“天牌”，两个“幺点”拼成“地牌”，一个“六点”和一个“五点”拼成“虎头”，时人谓之「天地遇虎頭，越大越封侯！」因而骨牌的玩法也比骰子更为多变和有趣。

## 骨牌玩法
打天九、推牌九、相十副、過五關、接龍、碰和等，都是在明清时期盛行的骨牌遊戲。中國各地也有用紙牌所作的紙骨牌，名稱、牌數都有差異。也能作為占卜用，如《牙牌靈數》。
將所有骨牌分給所有玩家，並把double-six多米諾骨牌拿出作為起始牌，兩個相同數字可連接起來，玩家依序出牌直到沒人能出牌或沒人能出牌或有人出完為止，不能出能打pass。最先出完或剩最少的為勝。

## 骨牌牌數
一般一副骨牌有32隻，由22隻文子和10隻武子組成。文子中有11款不同的牌，每款有不同名稱、各有兩隻。武子則以數字為名。